# Український робітник (газета)

Заголовок газети «Український робітник»

«Український робітник» — тижневик, орган Союзу Гетьманців Державників у Канаді (СГД), виходив у Торонто 1934—1954; редагували часопис І. Корчинський, М. Гетьман (1937—1949), Ю. Русов, Ю. Бескид-Тарнович (з 1950).
У 1954-му році тижневик змінив курс, зайняв безпартійно-центристську лінію та, з новим редактором А. Курдидиком, продержався до 1956 року, коли й Видавнича спілка «Вільне Слово» перейняла тижневик та відповідно перейменувала на «Вільне Слово». Цей перехідний етап описує журналіст англомовного додатку «Український тижневик» (англ. «The Ukrainian Weekly») до українського щоденника «Свобода» Р. Л. Хом'як:
Прибувши в Торонто, пан Курдидик причинився до реанімації одного часопису, у друкарні якого знаходився і старий лінотип, і стара друкарська машина, — та якому бракувало працівників преси й читацької аудиторії, дарма що носив назву з часів соцактивізму 20-х і 30-х років: «Український робітник» (англ. «Ukrainian Toiler»). Правда, був і новий видавець, який набирав черенки та заводив друкарську машину, — і пан Курдидик, який був за редактора та за коректора. Проте набули вони модерний агрегат: німецький «клішограф», який відтворював фотознімки прямо на пластмасових кліше, готових для друку. Курдидик тішився цією машиною немов дитя новою іграшкою, адже можна було зробити часопис більш ілюстрованим та цікавим для читачів, не вдаючись таки до зазвичай трудомісткого та дорогого на той час фізико-хімічного процесу виготовлення кліш. А згодом, завдяки капіталовкладам заможніших новоприбулих українських іммігрантів, «Український робітник» став тим же елегантним «Вільним словом», яке звали ще й «курдидиковою газетою».
Із заникненням «Українського робітника» функцію органу Союзу Гетьманців Державників перебрав на себе тижневик «Батьківщина», який надалі виходив із гетьманським девізом: «Бог, Гетьман і Україна!»